# 謝美英
謝美英（1970年7月30日—），中華民國媒體人、無黨籍政治人物，現任桃園市議會議員。出生於台灣桃園市，國立東華大學企業管理研究所（MBA）畢業。曾任亞洲電台節目部新聞副理、多所電台主持人，並榮獲兩座廣播金鐘獎。
從事廣播工作廿多年，期間主跑桃園市政府與市議會新聞。2018年以無黨籍身分參選桃園市議員，並順利當選。2022年以「市民麥克風為您發聲」招牌成功當選連任。

## 早年生涯
謝美英出生於台灣省桃園縣中壢市龍岡的眷村家庭。父親是福建省閩西的客家人，跟隨部隊撤退到金門，期間打過823砲戰。母親則是金門烈嶼鄉東林村人。求學時期就讀南亞技術學院（南亞工專），之後攻讀國立東華大學管理學院，以《從關係行銷觀點探討顧客忠誠－以亞洲廣播電台為例
》論文研究取得企業管理碩士學位（MBA）。

## 媒體生涯
謝美英於1995年經人推薦，至宜蘭中山電台應徵記者職務，期間受聯合報特派記者戴永華指導，逐漸培養出興趣。而後主持「中山廣場」時事評論節目，時任宜蘭縣長游錫堃為每周一日的固定來賓。經此歷練為日後廣播媒體之路打下根基，1996年11月，應徵桃園亞洲電台特約DJ成功，次年1月1日即納編為該公司員工。先後擔任亞洲電台節目部新聞副理，以及亞洲、亞太、飛揚電台主持人，媒體生涯分別獲得「廣播節目金鐘獎」、「桃園地區最受歡迎廣播主持人金鐘獎」2項殊榮。除廣播媒體職務外，亦擔任萬能科技大學講師、啟英高中兼任教師等教職工作。

## 選舉紀錄
| 年度 | 選舉屆數             | 選舉區           | 所屬政黨 | 得票數 | 得票率 | 當選標記 | 備註 |
| ---- | -------------------- | ---------------- | -------- | ------ | ------ | -------- | ---- |
| 2018 | 第二屆桃園市議員選舉 | 桃園市第七選舉區 | 無黨籍   | 10,227 | 5.45%  |          |      |
| 2022 | 第三屆桃園市議員選舉 | 桃園市第七選舉區 | 無黨籍   | 11,751 | 6.00%  |          |      |

## 外部連結
- 謝美英的Facebook專頁
- YouTube上的謝美英頻道
- 謝美英的Threads